# Ich sterbe zuerst
Ich sterbe zuerst ist ein Lied der deutschen Singer-Songwriterin Madeline Juno aus dem Jahr 2023. Das Stück ist die erste Singleauskopplung aus ihrem sechsten Studioalbum Nur zu Besuch.

## Entstehung und Artwork
Das Lied wurde von der Interpretin selbst, gemeinsam mit dem Berliner Musiker Joschka Bender und dem Koblenzer Sänger Wieland Stahnecker (Blinker), geschrieben. Bender zeichnete darüber hinaus auch für die Aufnahme, Instrumentierung, Produktion und Programmierung verantwortlich. Für die Instrumentierung spielte er dabei die Gitarre und das Keyboard ein. Blinker arbeitete bereits mit Juno für ihr vorangegangenes Studioalbum Besser kann ich es nicht erklären (Januar 2022) zusammen. Bender ist bereits seit Beginn von Junos Karriere im Jahr 2013 festes Mitglied ihrer Liveband und an diversen Produktionen, in verschiedenen Funktionen, beteiligt. Darüber hinaus wurden Martin Rott als zusätzlicher Keyboarder engagiert. Abgemischt wurde das Lied durch den Berliner Toningenieur Dennis Keil. Das Mastering erfolgte durch HP Mastering Hamburg, unter der Leitung des Studioinhabers Hans-Philipp Graf.
Auf dem Frontcover der Single ist lediglich Juno zu sehen. Es zeigt sie brustaufwärts zur Dämmerung auf einem Boden liegend, während sie ihren rechten Arm auf der Stirn hat. Die Fotografie stammt von Ben Wolf, der in der Vergangenheit bereits als Fotograf und Regisseur für Juno engagiert wurde, so unter anderem als Regisseur von Solange wir fahren (Februar 2022).

## Veröffentlichung und Promotion
Die Erstveröffentlichung von Ich sterbe zuerst erfolgte als Single am 31. März 2023. Diese erschien als digitaler Einzeltrack zum Download und Streaming durch Embassy of Music. Der Vertrieb erfolgte durch Tonpool, verlegt wurde das Lied durch BMG Rights Management und Universal Music Publishing. Am 26. Januar 2024 erschien das Lied als Teil von Junos sechstem Studioalbum Nur zu Besuch (Katalognummer: 770550), dessen dritte Singleauskopplung es ist.
Erstmals bekannt wurde die Veröffentlichung von Ich sterbe zuerst etwa eine Woche vor dem Erscheinen, als Juno am 23. März die Single sowie die Arbeiten an einem neuen Album (Nur zu Besuch) über ihre Soziale Medien bekannt gab. Während die Sängerin das Lied auf ihrer Akustiktour im Herbst 2023 präsentierte, entfiel es als eines von drei Liedern auf der Tour zu Besuch im Frühjahr 2024, obwohl es eines der Singleauskopplungen des Präsentationsalbums war.

## Inhalt
| „Ich will mir nicht vorstell’n, wie es wär. Du bist nicht mehr da, aber ich noch hier. Kommt irgеndwann mal der Tag, ich schwör’. Ich hoffe, ich sterbе zuerst. Da, wo du mal warst, bleibt nichts als Schmerz. Jede Sekunde wäre Hell on Earth, ich. Glaube, nach dir kommt gar nichts mehr. Ich hoffe, ich sterbe zuerst.“ – Refrain, Originalauszug | Der Liedtext zu Ich sterbe zuerst ist in deutscher Sprache verfasst und stammt von der Interpretin selbst sowie Joschka Bender und Blinker. Alle Texter komponierten zugleich die Musik in der Tonart c-Moll mit 90 Schläge pro Minute. Musikalisch handelt es sich hierbei um eine Midtempo-Ballade aus dem Bereich der Popmusik. Inhaltlich geht es in Ich sterbe zuerst darum, nie mehr ohne den Partner sein zu wollen. Juno setzt sich dabei unter anderem mit dem Tod auseinander, in dem sie davon singt, vor ihrem Partner sterben zu wollen („Ich hoffe, ich sterbe zuerst“), da sie es nicht ertragen könne, ohne ihre geliebte Person weiterzuleben („Jede Sekunde wäre Hell on Earth / Ich glaube, nach dir kommt gar nichts mehr“). Sollte ihr Partner vor ihr sterben, bittet sie ihn darum, sie mitzunehmen („Doch wenn du mich je verlässt, dann nimm mich bitte mit, lass mich hier nicht zurück“). Juno selbst kommentierte, dass das Lied aus der „schattigsten“ aber „muckeligsten“ Ecke ihres Herzens komme und es einer ihrer Lieblingstitel des Albums sei. |

Aufgebaut ist das Lied aus zwei Strophen, einem Refrain und einer Bridge. Es beginnt mit der ersten Strophe, die sich aus neun Zeilen zusammensetzt. An diese schließt sich zunächst der dreizeilige Prechorus an, ehe der eigentliche Refrain mit seinen acht Zeilen einsetzt, der mit einem sich mehrfach wiederholenden „hmm“ als Postchorus ausklingt. Der gleiche Aufbau wiederholt sich mit der zweiten Strophe, nur das nach dem zweiten Refrain der Postchorus entfällt und dafür als musikalisches Zwischenspiel direkt die Bridge erfolgt. Diese umfasst acht Zeilen und greift die Wortwiederholung aus dem Postchorus auf sowie die Refrainzeile „Ich hoffe, ich sterbe zuerst“, die sich ebenfalls mehrfach wiederholt. Nach der Bridge endet das Lied mit dem dritten Refrain.

## Musikvideo
Das Musikvideo zu Ich sterbe zuerst feierte seine Premiere am 30. März 2023 auf der Videoplattform YouTube. Zu sehen ist Juno während einer Wandertour, wobei sie das Lied an verschiedenen Rastpunkten singt. Es endet mit der Sängerin, die im Neoprenanzug mit einem Surfbrett in Richtung Meer läuft. Eventim verglich das Video mit dem Survival-Horror-Videospiel The Last of Us (Juni 2013). Die Gesamtlänge des Videos beträgt 3:13 Minuten. Regie führte Juno selbst, zusammen mit Ben Wolf. Während es nach Gift (Juli 2017) und Borderline (Juni 2018) das dritte Video unter der Regie Junos ist, führte Wolf nach Solange wir fahren zum zweiten Mal Regie bei einem Video für Juno. Bis April 2025 zählte das Musikvideo über 450 Tausend Aufrufe bei YouTube.

## Mitwirkende
| Liedproduktion - Joschka Bender: Gitarre, Keyboard, Komposition, Liedtext, Musikproduktion, Programmierung, Tonaufnahme - Hans-Philipp Graf: Mastering - Madeline Juno: Gesang, Komposition, Liedtext - Dennis Keil: Abmischung - Martin Rott: Keyboard - Wieland Stahnecker (Blinker): Komposition, Liedtext Musikvideo - Janos Geng: Farbkorrektur, Schnitt - Madeline Juno: Regie - Michaela Leitner: Visueller Effekt - Anne-Marie Wittchen: Haare, Schminke - Ben Wolf: Kamera, Regie | Visualisierung (Cover) - Ben Wolf: Fotografie Unternehmen - BMG Rights Management: Musikverlag - Embassy of Music: Musiklabel - HP Mastering Hamburg: Tonstudio - Tonpool: Vertrieb - Universal Music Publishing: Musikverlag |

## Rezensionen
Ewelina Cender Korpak vom Kultur- und Szenemagazin Cityguide Rhein-Main-Neckar-Pfalz beschrieb Ich sterbe zuerst als veritables Liebeslied. Ich sterbe zuerst liebe aufrichtig, aber mit dem dunklen Twist, mit dem nur Juno ihre Titel austattte, oder wie sie selbst augenzwinkernd gesagt habe: „mit Feenstaub aus der Hölle“. Musikalisch spiele die Single mit Erwartungshaltungen: Alles beginne mit einem zarten Beat, der irgendwo zwischen Ballade und Midtempo abwarte, um sich im Refrain einen tiefen Atemzug lang hinter dem Liedtext zu verstecken und kurz darauf alles mit Wärme sowie Entschlossenheit zu fluten. Das Stück sei keine Selbstaufgabe, keine blinde Demut und erst recht kein Süßholz, es sei das konsequenteste Liebesgeständnis, das es gäbe: „Die klare Erkenntnis, das man nie mehr ohne den anderen sein möchte“.